# Venusfigurinen von Monruz
Koordinaten: 47° 0′ 13,2″ N, 6° 57′ 39,8″ O; CH1903: 563680 / 205957
Die Venusfigurinen von Monruz (auch Venusfigurinen von Neuchâtel, Venusfigurinen von Neuchâtel-Monruz) sind drei steinzeitliche Frauenstatuetten, die Anfang der 1990er Jahre bei Ausgrabungen in der Freilandstation Monruz am Nordufer des Neuenburgersees in der Schweiz gefunden wurden. Mit einem Alter von 16 500–15 200 Jahren werden sie dem Magdalénien zugeordnet.

## Beschreibung
Eine der Figuren ist vollständig und unbeschädigt erhalten, eine zweite konnte aus zwei Bruchstücken rekonstruiert werden. Von der dritten fehlt ein Grossteil oberhalb des Gluteus, sie ist im unteren Drittel der Öse abgebrochen. Die Plastiken bestehen aus Gagat, die grösste ist 16,5 mm lang, 5,2 mm breit und 7,8 mm tief.
Die Figürchen wurden möglicherweise als Amulett getragen und sind den Venusfigurinen vom Petersfels so ähnlich, dass darüber spekuliert wird, ob derselbe Künstler diese Kunstwerke gestaltet hat. Die beiden Fundorte Monruz (Schweiz) und der Petersfels bei Engen (Deutschland) liegen ca. 170 km Luftlinie voneinander entfernt.
|                    | Material | Länge   | Breite | Tiefe  | Ösendurchmesser   | Fundstelle-Fundnummer |
| ------------------ | -------- | ------- | ------ | ------ | ----------------- | --------------------- |
| Venus von Monruz 1 | Gagat    | 16,5 mm | 5,2 mm | 7,2 mm | N/A               | N50-29                |
| Venus von Monruz 2 | Gagat    | 13,7 mm | 3,9 mm | 6,8 mm | 1,8–2,3 mm (oval) | T48-94 und X49-217    |
| Venus von Monruz 3 | Gagat    | 12,5 mm | 5,2 mm | 7,5 mm | 1,4 mm            | R54-499               |